# Gede Pangrango
Gede Pangrango is een bestuurslaag in het regentschap Sukabumi van de provincie West-Java, Indonesië. Gede Pangrango telt 5920 inwoners (volkstelling 2010).